# Werner Klatte
Werner Paul Klatte (* 13. Mai 1879 in Artern, Thüringen; † 11. Januar 1949 in Stuttgart-Degerloch) war ein deutscher Architekt.

## Leben, Familie

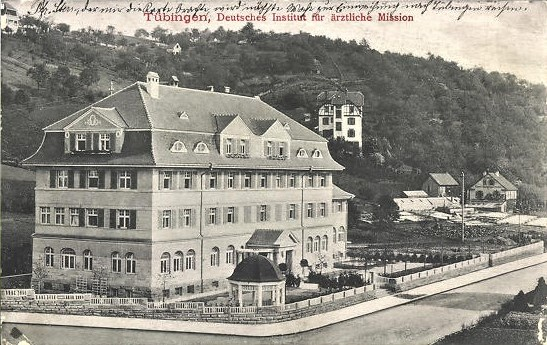
Deutsches Institut für ärztliche Mission in Tübingen (1909)

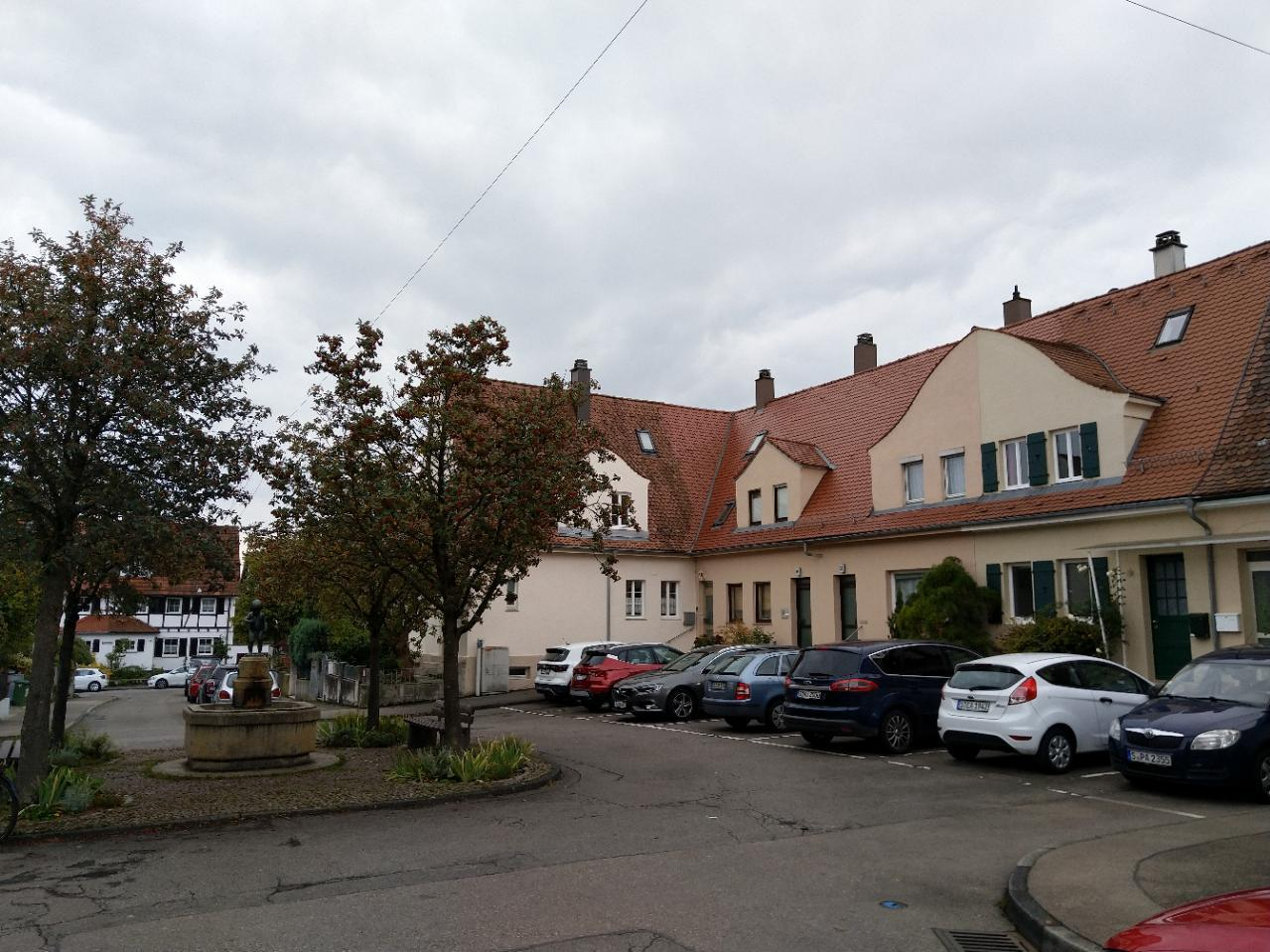
Platz in der Siedlung Falterau (2020)

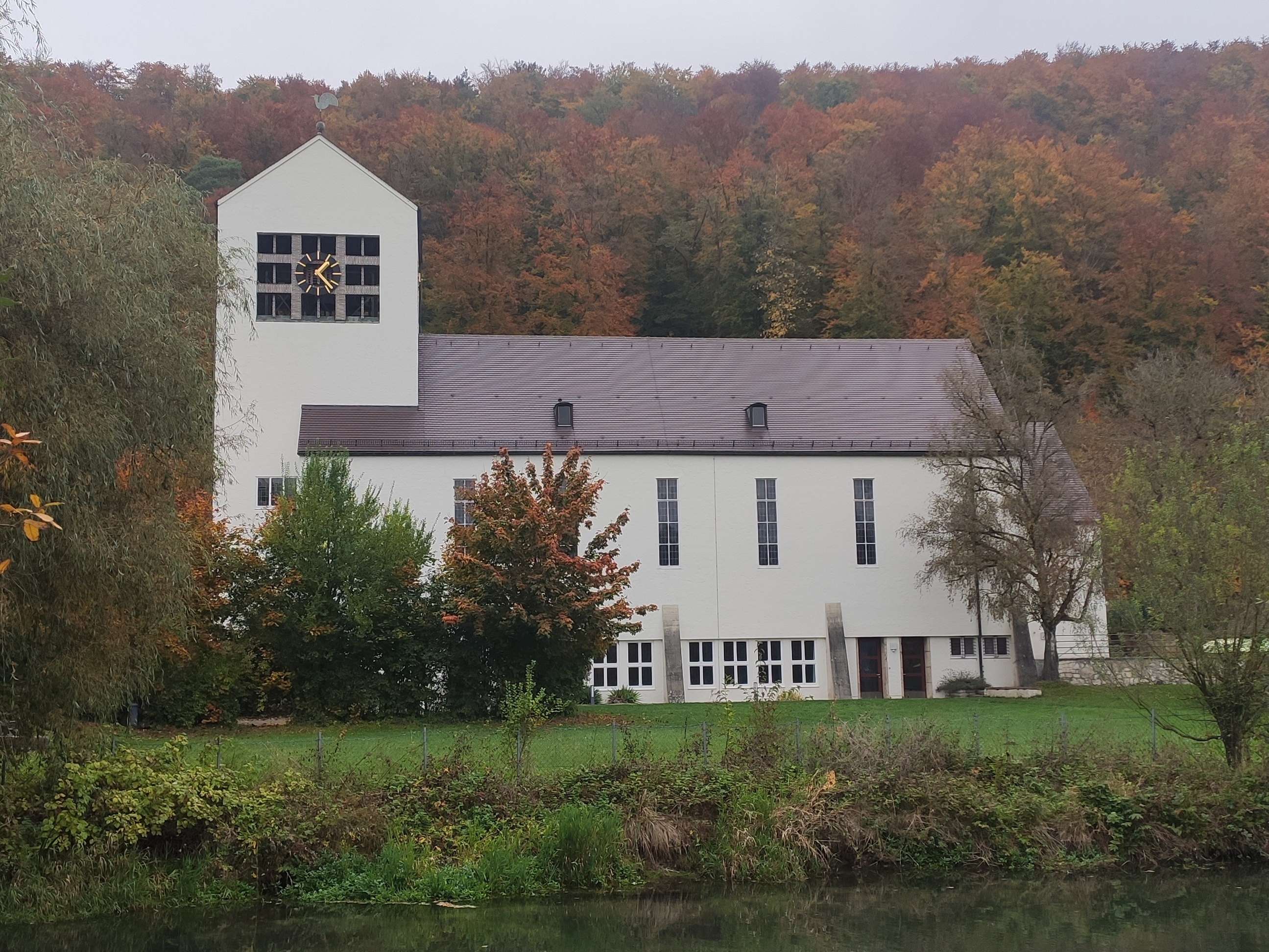
Evangelische Kreuzkirche in Blaustein-Klingenstein (2024)

Werner Klattes Eltern waren der Apotheker Paul Karl Konstantin Klatte und dessen Ehefrau Hedwig Sophie Julie Klatte geborene Fromme. Klatte erhielt seine Ausbildung an der Bauschule Zerbst und an der Technischen Hochschule Stuttgart. 1907 gründete er zusammen mit Richard Weigle (1884–1949) das Architekturbüro Klatte und Weigle. Ein Jahr später heiratete Klatte Hulda Merz, die jedoch schon 1910 starb. Seine zweite Ehefrau wurde 1912 Julie Weigle.
Der Chronik der Stadt Stuttgart zufolge war Klatte auch als Mitglied des Gemeinderats der Stadt Stuttgart kommunalpolitisch aktiv.
Werner Klatte starb am 11. Januar 1949 im Alter von 69 Jahren in Stuttgart. Er wurde auf dem Alten Friedhof in Stuttgart-Degerloch beigesetzt.
Seine einzige Tochter aus erster Ehe, Hella Hulda Klatte (* 1909), heiratete 1931 den evangelischen Stuttgarter Stadtpfarrer Hans Julius Gös, einen Sohn des Tübinger Landrats Julius Gös.

## Werk
Zu den ersten gemeinsamen Arbeiten von Klatte und Weigle gehörte das heute denkmalgeschützte Gemeindehaus der evangelischen Kirchengemeinde in Heimerdingen.
Ein weiterer früher Bau des Architekturbüros war das Gemeindehaus, das der Verein für ländliche Wohlfahrtspflege als mustergültigen Bau 1908 auf der Württembergischen Bauausstellung in Stuttgart zeigte. Auch in Architekturwettbewerben fanden Entwürfe von Klatte und Weigle Beachtung. Aus einem solchen Wettbewerb folgte der Bauauftrag für den Neubau des Deutschen Instituts für ärztliche Mission in Tübingen, ausgeführt 1908–1909.
Ein umfangreiches Projekt des Büros war die so genannte Falterau-Siedlung in Stuttgart-Degerloch, in der von 1911 bis 1914 55 Wohnhäuser errichtet wurden. 1914 wurde das von Klatte und Weigle erbaute Gemeindehaus in Ettlingen eingeweiht. Ein weiteres Projekt des Büros in Stuttgart-Degerloch war das ehemalige CVJM-Walderholungsheim, das 1924 gebaut wurde. 1928 wurde die evangelische Kirche in Wurmberg-Neubärental errichtet, und 1931 entstand die evangelische Kreuzkirche in Blaustein-Klingenstein. 1934 folgte die Hoffeld-Kirche in Stuttgart-Degerloch, die 2006 abgerissen wurde.

## Schriften
- mit Richard Weigle: Moderne Bautischlerarbeiten, ausgewählte Vorlagen für die Werkstatt des Bauschreiners mit Grundrissen, Schnitten, Einzelplänen und Anleitung zur Kostenberechnung. Band 1. Otto Maier, Ravensburg 1913.